# Kepler-70
Kepler-70 (KOI-55; „KOI” oznacza Kepler Object of Interest) – gorący podkarzeł oddalony o około 3850 lat świetlnych od Ziemi położony w gwiazdozbiorze Łabędzia. Gwiazda ta posiada dwie znane planety (Kepler-70b i Kepler-70c) o średnicy ok. 0,76 i 0,87 średnicy Ziemi.
Obydwie planety, w chwili ich odkrycia, należały do najmniejszych znanych planet pozasłonecznych, ale we wcześniejszej fazie ewolucji ich słońca były najprawdopodobniej znacznie większymi gazowymi olbrzymami. Kiedy gwiazda Kepler-70 osiągnęła fazę czerwonego olbrzyma gwałtownie rozszerzając się, zewnętrzne warstwy gwiazdy objęły obie planety i zerwały z nich gazową otoczkę pozostawiając jedynie gęste, skaliste jądra – są to więc tzw. planety chtoniczne. Obecność planet wpłynęła także na ewolucję gwiazdy, orbitujące planety przyspieszyły ten proces, pomagając obedrzeć zewnętrzne warstwy gwiazdy, aż osiągnęła ona obecną fazę gorącego podkarła. Niewykluczone jest istnienie trzeciego ciała w układzie (Kepler-70d).